# Fredrik Vogt

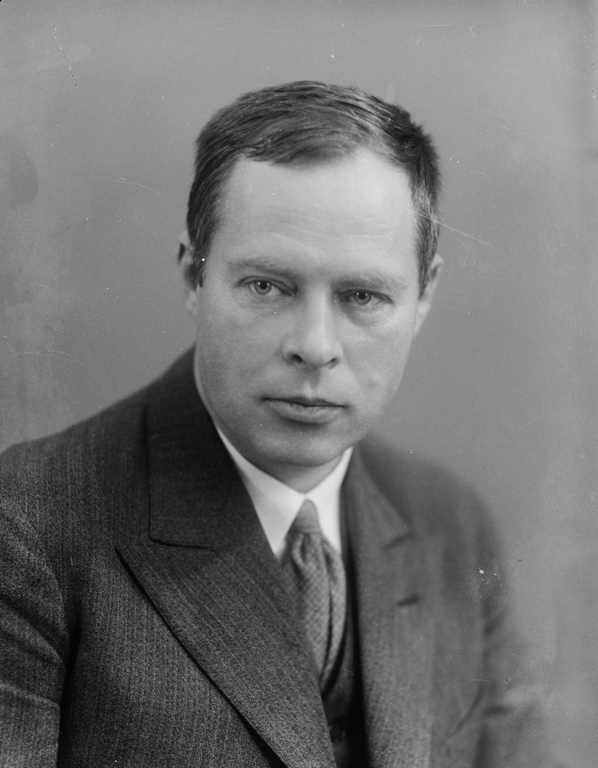
Fredrik Vogt, 1934

Fredrik Vogt (Kristiania, 23 dicembre 1892 – Oslo, 26 gennaio 1970) è stato un ingegnere norvegese.

## Biografia
Era il figlio del professore di metallurgia e geologia Johan Herman Lie Vogt, e di sua moglie Martha Johanne Abigael Kinck. Era il fratello del geologo Thorolf Vogt, dell'economista Johan Vogt e del direttore di giornale e politico Jørgen Vogt.
Nel 1916 sposò Signe Fjalstad, una sorella del giurista e politico Olaf Fjalstad.

## Carriera
Vogt si laureò come ingegnere edile al Norwegian Institute of Technology nel 1914. Dal 1914 al 1918 lavorò come ingegnere per Kincks Vandbygningskontor. Dal 1918 al 1922 costruì la centrale idroelettrica Skarfjord, nella Norvegia settentrionale.
Fu nominato membro dell'Istituto norvegese di tecnologia dal 1922 e come professore di meccanica dal 1931. Pubblicò quasi cinquanta articoli scientifici su varie riviste. Nel 1936 fu eletto rettore dell'istituto.

### Seconda guerra mondiale
Come rettore durante l'Invasione tedesca della Norvegia, e la successiva occupazione, Vogt affrontò varie sfide. È stato rieletto rettore nel maggio 1940, ma si dimise dal suo incarico nel settembre 1941 e si trasferì a Oslo. Nel gennaio del 1943 scappò in Svezia per poi partire per l'Inghilterra. A Londra lavorò per il governo norvegese in esilio. Dall'estate del 1943 ha presieduto un comitato governativo industriale.

### Dopoguerra
Ripreso la sua posizione come rettore nel 1945. Fu direttore generale della Norwegian Water Resources and Energy Agency (1947-1960). A livello internazionale, ha presieduto l'Organizzazione per la cooperazione economica europea Comitato Elettricità (1954-1957), ed era membro del comitato World Bank.